# Christian Gytkjær
Christian Lund Gytkjær, född 6 maj 1990, är en dansk fotbollsspelare som spelar för Lech Poznań i Ekstraklasa.